# Ars nova

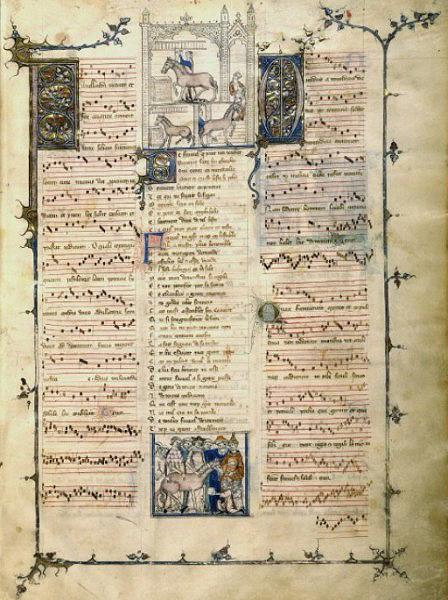
Page du manuscrit enluminé le Roman de Fauvel, c. 1318, à l'origine d'un possible début de lArs nova. Bibliothèque nationale de France, Paris.

Pour les articles homonymes, voir Ars nova (homonymie).
L'Ars nova est un courant de la musique médiévale occidentale, centré sur la France, et qui englobe une période comprise entre l'écriture du Roman de Fauvel (1310-1314) et la mort de Guillaume de Machaut (1377).
On utilise parfois ce terme pour désigner, d'une manière générale, l'ensemble de la musique polyphonique européenne du XIVe siècle, ce qui inclut des compositeurs italiens tels Francesco Landini, Jacopo da Bologna, Paolo da Firenze, Gherardello da Firenze ou encore Lorenzo da Firenze. Cependant, on se sert plutôt du terme parallèle Trecento (ce qui signifie XIVe siècle en italien) pour désigner la musique créée par ceux-ci et leurs compatriotes.

## Historique
L’époque de l’ars nova couvre à peu près les années 1320 à 1380 ; elle a pour centre Paris. Le nom donné à cette époque vient directement d’un traité théorique sur la musique attribué à Philippe de Vitry intitulé « ars nova » ou « art nouveau » écrit vers 1320 (mais ceci est très contesté). On donne aussi parfois comme point de départ de l'ars nova le Roman de Fauvel, écrit entre 1310 et 1318. Le traité ars nova concerne un nouveau système de notation, à la fois mélodique et rythmique, en appuyant le propos sur une nouvelle conception de ceux-ci. Plusieurs s’arrachent l’invention de ce système dont le même Philippe de Vitry, Jean de Murs, mathématicien à la Sorbonne qui avait déjà présenté le système mensuraliste de l’Ars nova dans Notitia Artis Musicae en 1321 et Jacques de Liège qui rassembla l’ensemble de la théorie musicale du Moyen Âge dans sept livres intitulés Speculum Musicae de 1321 à 1324. Ce nouveau système de notation, plus clair, mesuré et strict apporte d’infinies possibilités tant sur le point de vue technique et pratique que théorique. De plus, il a permis à la masse profane d’exercer la musique avec plus de facilité au-delà du bouche à oreille et des exercices mnémoniques qui avaient la fâcheuse tendance de déformer motets, hoquets et rondeaux au fil du temps et du perfectionnement des chanteurs et musiciens. Le courant s'éteint en même temps que Guillaume de Machaut, en 1377.

### Controverse de l'Église catholique
L'usage liturgique de la musique de l'ars nova fut fermement rejeté par le pape Jean XXII dans sa décrétale Docta Sanctorum Patrum, mais accepté par le pape Clément VI. Le chant monophonique, déjà harmonisé pour un simple orgue, s'est vu altéré, fragmenté, et dissimulé derrière des mélodies profanes. Les paroles des poèmes d'amour courtois pouvaient être chantés en dessus de textes sacrés, ou des textes sacrés pouvaient être placés à l'intérieur d'une mélodie profane. Ce n'était pas tant la polyphonie qui était une offense dans les âges médiévaux, mais la notion de musique profane qui se combine au sacré et prenant place dans la liturgie.

## Caractéristiques stylistiques
Par opposition à l’ars nova, l’ars antiqua ou « art ancien » précède celui-ci et couvre la période approximative de l’an 1240 à 1320. Il n'y a pas lieu de tracer une ligne séparatrice entre l’ars antiqua et l’École de Notre-Dame, car le terme « ars antiqua » a été forgé par les théoriciens de l’ars nova pour décrire tout ce qui avait été fait avant en matière de polyphonie savante (période allant de 1170 à 1310-1320, et comprenant par conséquent l'époque de l'école de Notre-Dame). Les mêmes genres appartiennent aux deux périodes, de plus, la notation et le rythme considérablement plus développés avec l’avènement de l’ars nova, ce qui rend les deux premiers encore plus semblables par leur juxtaposition dans le temps. Les principales améliorations qui ont eu lieu lors de l’avènement de cet « art nouveau » sont majeures et concernent la polyphonie, les modes rythmiques, la notation musicale et l'isopériodicité. L'idée sous-jacente à l'utilisation de ces techniques était de créer de la musique d'une plus grande expressivité, et de varier le répertoire du siècle précédent. On peut la mettre en parallèle avec l'utilisation de la perspective en peinture, et cette étape est nécessaire si l'on veut comprendre les changements de l'art musical. 

## Les genres de l'ars nova
Le motet occupe une place largement dominante, mais partage l'attention avec des formes polyphoniques ou monodiques séculières voire populaires comme la ballade, le virelai, le rondeau, le lai, et en Italie (où l'ars nova a pour synonyme trecento), la ballata, la caccia, le madrigal.
Le travail de Guillaume de Machaut, chanoine de la cathédrale de Reims et poète, comprend un grand nombre de motets, de lais, rondeaux et ballades, et virelais.
C'est à travers les quatre formes profanes, poétiques et fixes (le motet est à la frontière entre sacré et profane, on ne le compte donc pas ici) de la ballade, du rondeau, puis, dans une moindre mesure dans le lai et le virelai (aussi appelé "chanson balladée") que Guillaume de Machaut a démontré son savoir-faire et exploité pleinement la contrainte à la fois de la forme poético-lyrique que dans la nouvelle approche, plus technique, de l'art, pour faire florir le processus de composition comme pratique pleine et un art à proprement parler.

## Liste des compositeurs
- Philippe de Vitry
- Jehan de Lescurel
- Guillaume de Machaut
- Pierre des Molins
- Jehan Vaillant
- Grimace
- François Andrieu
- Briquet[3]
- Magister Franciscus (pourrait être la même personne que François Andrieu)